# Adolfo Caminha
Adolfo Ferreira Caminha (29 mai 1867, Aracati - 1er janvier 1897, Rio de Janeiro), est un écrivain brésilien, l'un des principaux représentants du naturalisme au Brésil.

## Biographie
Il naît le 29 mai 1867 dans la ville d'Aracati, à Ceará. Sa famille déménage à  Rio de Janeiro, où il passe son enfance. En 1883, Adolfo entre dans l'armée de mer, obtenant le poste de second-lieutenant. Cinq ans plus tard, il est transféré à Fortaleza. Là, on le rétrograde pour avoir enlevé la femme d'un second lieutenant pour vivre avec elle. Il obtient un poste de fonctionnaire au Ministère des finances et commence à écrire.
En 1893, Adolfo publie A Normalista, roman dans lequel il trace un tableau pessimiste de la vie citadine. Il voyage à travers les États-Unis et, à partir de ses observations et carnets de voyage, il écrit No País dos Ianques (1894). L'année suivante, il provoque le scandale mais impose sa réputation littéraire en écrivant Bom-Crioulo (deux traductions françaises : Rue de la Miséricorde, Paris, Métailié, 1996, et Un amour d'ébène, Paris, Quintes-Feuilles, 2010), qui aborde la question de l'homosexualité. Il collabore aussi à la presse carioca, dans des journaux comme la Gazeta de Notícias et le Jornal do Commercio. Atteint de tuberculose, il publie un dernier roman, Tentação, en 1896. Il meurt à Rio de Janeiro le 1er janvier 1897, alors qu'il n'avait même pas trente ans.
Son œuvre dense, tragique et peu appréciée à l'époque est maintenant reconnue pour son audace face aux préjugés.